# Mailly Wood Cemetery
Mailly Wood Cemetery is een Britse militaire begraafplaats met gesneuvelden uit de Eerste Wereldoorlog, gelegen in de Franse plaats Mailly-Maillet (Somme). De begraafplaats ligt in het veld op 450 m ten zuidwesten van de dorpskerk en is bereikbaar langs een pad van 325 m. Ze werd ontworpen door Reginald Blomfield en wordt onderhouden door de Commonwealth War Graves Commission. Het terrein heeft een oppervlakte van 2.099 m² en is omgeven door een bakstenen muur. Het Cross of Sacrifice staat centraal tegen de noordwestelijke muur en de Stone of Remembrance staat tegen de noordoostelijke muur. Ongeveer 1.250 m ten noorden van deze begraafplaats ligt Mailly-Maillet Communal Cemetery Extension.
Er worden 704 doden herdacht waarvan er 60 niet geïdentificeerd konden worden.

## Geschiedenis
In de zomer van 1915 werd de verdediging van Mailly-Maillet door de Commonwealth troepen overgenomen van de Fransen. Vanaf dan werden slachtoffers op de gemeentelijke begraafplaats begraven. Vanaf juni 1916 werd Mailly Wood Cemetery in gebruik genomen door de  2nd Seaforth Highlanders. Na de inname van Beaumont-Hamel (Slag aan de Somme) werd ze ook gebruikt door de 51st (Highland) Division. Tijdens het Duitse lenteoffensief in april 1918 kwam het front dichter bij het dorp te liggen en werd de begraafplaats opnieuw gebruikt. Na de wapenstilstand werden nog doden uit de noordoostelijke omgeving van het dorp bijgezet. Dertig graven uit het Mailly-Maillet Military Cemetery, toen gelegen in het dorp, werden naar hier overgebracht.
Er werden Special Memorials opgericht voor 2 doden van wie men de graven niet meer kon lokaliseren en men neemt aan dat ze zich onder naamloze grafzerken bevinden. Voor 6 doden werd een Duhallow Block opgericht omdat zij oorspronkelijk op het Mailly-Maillet Military Cemetery begraven waren maar van wie de graven door artillerievuur werden vernietigd, .
Onder de geïdentificeerde slachtoffers bevinden zich 616 Britten, 25 Nieuw-Zeelanders en 3 Zuid-Afrikanen.

## Graven

### Onderscheiden militairen
- Harold John Colley, sergeant bij de 10th Bn. Lancashire Fusiliers ontving het Victoria Cross (VC) voor zijn heldhaftige actie tijdens een Duitse doorbraakpoging, waardoor de aanval werd afgeslagen. Hij stierf aan zijn verwondingen op 25 augustus 1918. Hij werd ook nog onderscheiden met de Military Medal (MM).
- John Richard Aubrey Balchin, luitenant bij het Machine Gun Corps en Donald Fraser Jenkins, onderluitenant bij de Seaforth Highlanders werden onderscheiden met het Military Cross (MC).
- Frederick Henry Young, kapitein bij het Lincolnshire Regiment ontving tweemaal het Military Cross (MC and Bar).
- Herbert Geoffrey Lush-Wilson, majoor bij de Royal Horse Artillery. Hij was ridder in het Légion d'honneur (Fr.) en sneuvelde op 21 juli 1916. Zijn graf ging verloren en hij wordt hier herdacht met een Special Memorial.
- er zijn nog 11 militairen die de Military Medal (MM) ontvingen.

### Minderjarige militairen
- E. Johnson, kanonnier bij de Royal Field Artillery en James Porter Murray, soldaat bij de Gordon Highlanders waren 16 jaar toen ze sneuvelden.

### Alias
- soldaat Alfred Hill diende onder het alias A. Smith bij de Seaforth Highlanders.